# Вељине
Вељине су урбано насеље и градска четврт Источног Сарајева, а налазе се на територији општине Источна Илиџа. Представљају једно од централних општинских насеља, које се урбанизује у великој мјери захваљујући планској градњи и стварању нове градске цјелине. Припадају ширем насељу Добриња 1.
Вељине су до потписивања Дејтонског мировног споразума биле крајња периферија града Сарајева и завршетак насеља Добриња. На овом локалитету није било изграђених објеката, нити инфраструктуре, изузев кућа и помоћних објеката локалних старосједилачких породица. Урбанизација насеља је кренула досељавањем избјеглих сарајевских Срба.

## Положај
Насеље се налази у централном дијелу Источног Сарајева, а оивичено је улицама Иве Андрића, Војводе Радомира Путника, Доктора Миодрага Лазића, Дабробосанска и Академика Петра Мандића. Са његове сјеверне стране налази се насеље Нова Добриња, са јужне стране налази се насеље Соко, са источне насеље Капија града, а са западне насеље Добриња 4.

## Карактеристике
Насеље Вељине је дефинисано као урбано насеље у коме се регулационим плановима предвиђа градња већег броја стамбених зграда, као и пратеће инфраструктуре.

### Храм Светог Василија Острошког
На Вељинама се налази Храм Светог Василија Острошког. Градња храма је започела 1990. године, и представља једини православни хрм који је грађен за вријеме социјалистичке Југославије. Изграђен је тадашњој крајњој периферији Сарајева, на локалитету Вељине, који је тада био потпуно рурални предио, на самом крају насеља Добриња. Храм је посвећен Светом Василију Острошком и постао је једини православни храм у постдејтонском централном дијелу Српског Сарајева. Патријарх српски г. Павле, уз саслужење више архијереја, служио је у храму поводом прославе више јубилеја СПЦ, 2. маја 1999. Храм је освештао митрополит Николај 30. септембра 2001. године.
Поред храма је изграђен и парохијски дом.

### Спомен капела
Спомен капела, као централни споменик палим борцима Сарајевско-романијског корпуса, Војске Републике Српске је изграђена поред храма Светог Василија Острошког. На њеним зидовима су уписана имена свих палих бораца из свих корпусних јединица и општина које су после рата припале Федерацији БиХ. Овдје су уклесана имена 2.650 бораца.

### Парк Вељине
У западном дијелу насеља, а у непосредној близини самог храма изграђен је парк, који је постао прва парковска површина у урбаној зони Источне Илиџе. Парк је мањих димензија, а у њему је поред парковског мобилијара, стаза за шетање предвиђена и градња амфитеатра.

### Шеталиште Др Миодраг Лазић
Кроз централни дио насеља планирано је шеталиште, које се гради у фазама, које прате изградњу околних стамбених објеката. Шеталиште  службено носи назив по хирургу Миодрагу Лазићу, које је рат провео као добровољац и љекар у илиџанској болници „Жица”. Шеталиште повезује околне илиџанске градске четврти, као и саме општине Источна Илиџа и Источно Ново Сарајево. Широко 24 метра, а дуго 510 метара.

### Кестен из манастира Дечани
Током 2020. године ботаничар Небојша Стојановић из Београда је у насељу Вељине, а у непосредној близини самог храма Светог Василија острошког посадио кестен, који је узгојио из сјеменки које је узео у манастирској шуми у Високим Дечанима.

## Становништво
| Демографија | Демографија | Демографија |
| Година      | Становника  | Становника  |
| ----------- | ----------- | ----------- |